# Leandra oblongifolia
Leandra oblongifolia är en tvåhjärtbladig växtart som beskrevs av Célestin Alfred Cogniaux. Leandra oblongifolia ingår i släktet Leandra och familjen Melastomataceae. Inga underarter finns listade i Catalogue of Life.